# Ledvice
Ledvice (en allemand : Ladowitz) est une ville du district de Teplice, dans la région d'Ústí nad Labem, en Tchéquie. Sa population s'élevait à 552 habitants en 2021.

## Géographie
Ledvice se trouve à 8 km au sud-ouest du centre de Teplice, à 22 km au sud-ouest d'Ústí nad Labem et à 74 km au nord-ouest de Prague.

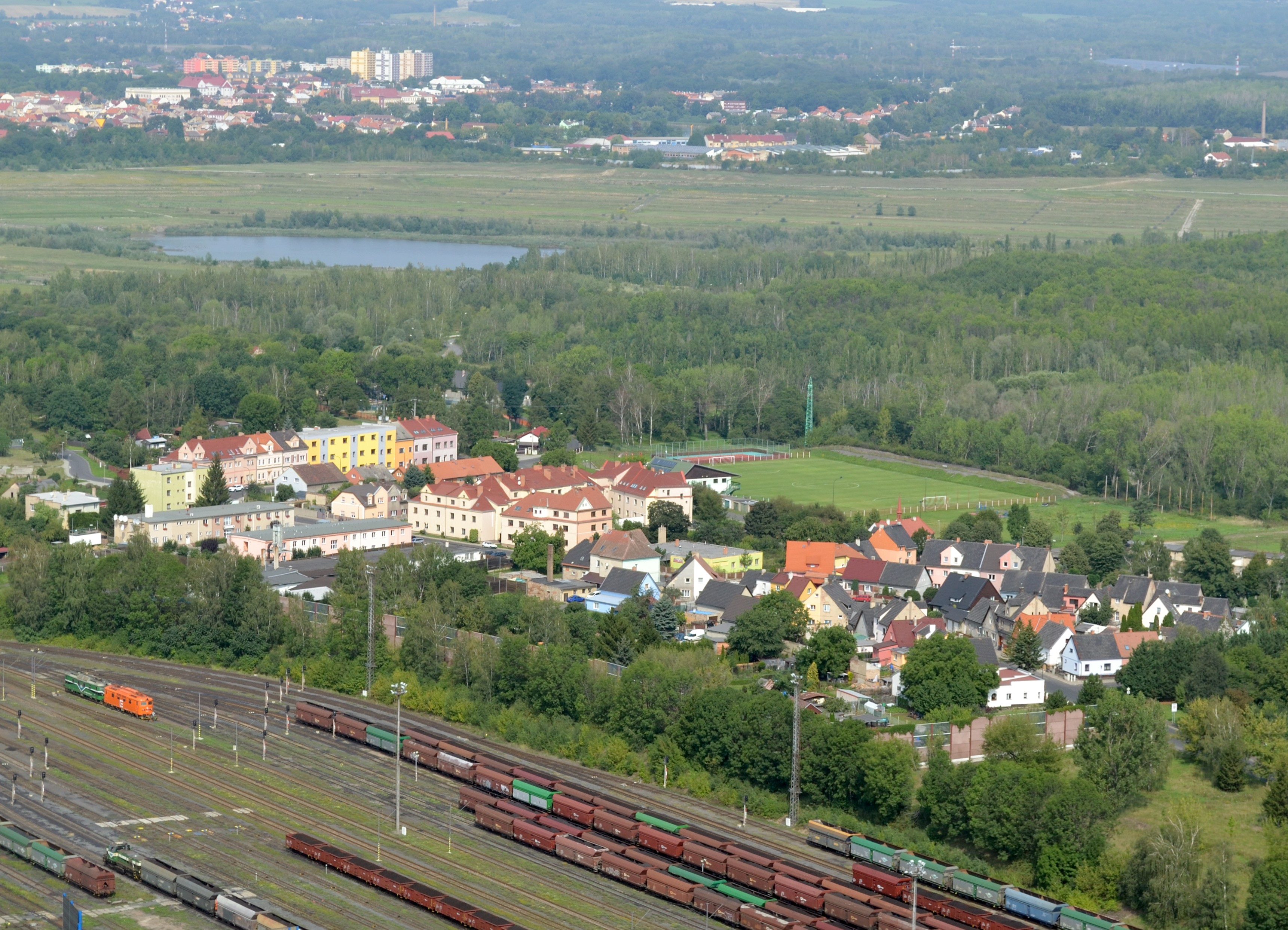
Ledvice : vue aérienne.

La commune est limitée par Duchcov à l'ouest et au nord, par Zabrušany au nord-est, par Hostomice à l'est, par Světec au sud-est, et par Bílina au sud.

## Histoire
La première mention écrite de Ledvice remonte à 1209.

## Économie
La principale entreprise et premier employeur de la ville est la centrale électrique Elektrárna Ledvice, qui appartient à ČEZ.
La centrale a été construite entre 1966 et 1969 et sa capacité totale était alors de 640 MW. La centrale comprenait cinq unités après sa construction. Entre 1994 et 2017, ces unités qui brûlent du charbon, ont été remplacées par deux unités plus modernes et moins polluantes, d'une capacité totale de 770 MW. 
Outre l'électricité, la centrale produit également de la chaleur, qu'elle fournit principalement à Bílina et Teplice. La chaufferie mesure 145 mètres de haut, ce qui en fait le plus haut bâtiment du pays. Il y a deux tours d'ascenseur et de service sur le côté de la chaufferie. Au sommet de la tour nord se trouve un pont d'observation en verre pour les excursions.

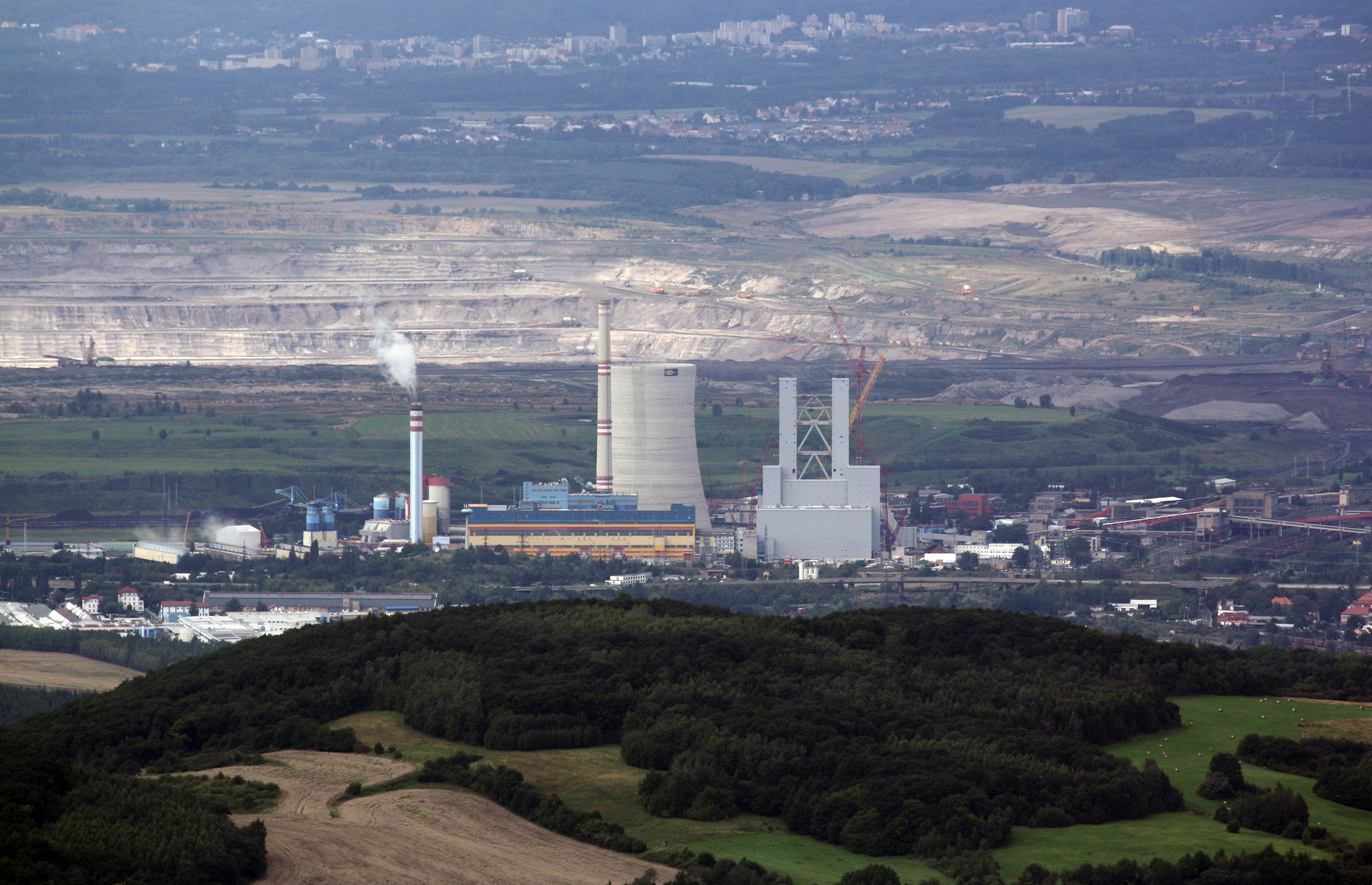
Elektrárna Ledvice : centrale thermique.

## Transports
Par la route, Ledvice se trouve à 12 km de Teplice, à 29 km d'Ústí nad Labem et à 98 km de Prague.